# Nuño Méndez
Nuño Méndez o Nuno Mendes en portugués (fl. 1059-1071) el último conde del Condado de Portucale, descendiente de la familia de Vimara Pérez, fue hijo del conde Menendo Núñez.

## Esbozo biográfico
Patrón y benefactor del monasterio de Guimarães, se registra su presencia por primera vez en la curia regia del rey Fernando I de León en 1059 y con el título de conde cuando confirmó en 1070 una donación del rey García. Sus aspiraciones a una mayor autonomía del condado portucalense frente al Reino de Galicia lo llevaron a enfrentarse al rey García en batalla. Se produjo así en febrero de 1071 la batalla de Pedroso, en el lugar de Pedroso entre Braga y el río Cávado, en las cercanías del monasterio de Tibães, la cual tuvo como desenlace final su derrota y muerte y la frustración de las ambiciones de los barones portucalenses. 
El propio rey García no tendría mejor suerte, pues el año siguiente sería prendido por su hermano Alfonso VI de León, hasta fallecer en 1090. Posteriormente, el condado de Portucale sería restaurado en la persona de Enrique de Borgoña.
Nuño Méndez fue propietario en varios lugares, incluyendo Nogueira, Santa Tecla, Dadim, Cerqueda, Gualtar y Barros. Después de su derrota, sus bienes fueron confiscados y el rey Alfonso VI de León los entregó después al yerno de Nuño.

## Matrimonio y descendencia
Contrajo matrimonio con Goncina con quien, el 17 de febrero de 1071, poco antes de morir en batalla, realizó una donación al monasterio de San Antonio de Barbudo, de unas propiedades en Luivão, en las proximidades de Cávado, en la que confirma como Ego comes Nunus Menendiz et uxor mea comitissa domna Goncina. Nació una hija de este matrimonio:
- Loba Núñez, cognomento Aurovelido, esposa de Sisnando Davídiz (m. 1091) de quien tuvo una hija llamada Elvira Sisnándes, esposa de Martín Muñoz (Martim Moniz en portugués), de la familia de los Riba Douro.[6][8]

Nuño Méndez también pudo ser el padre de los condes Fernando Núñez y Gómez Núñez de Pombeiro.